# Maboundou Koné
Maboundo Koné (16 maggio 1997) è una velocista ivoriana.

## Record nazionali
Seniores
- Staffetta 4x100 metri: 41"90 ( Budapest, 20 luglio 2023) (Murielle Ahouré-Demps, Marie-Josée Ta Lou, Jessika Gbai, Maboundou Koné)

## Progressione

### 100 metri piani
| Stagione | Misura | Luogo            | Data      | Rank. Mond. |
| -------- | ------ | ---------------- | --------- | ----------- |
| 2023     | 11"17  | Kinshasa         | 31-7-2023 |             |
| 2022     | 11"51  | Thonon-les-Bains | 19-6-2022 |             |
| 2021     | 11"53  | Cergy-Pontoise   | 30-5-2021 |             |
| 2019     | 11"76  | Troyes           | 15-6-2019 |             |
| 2018     | 11"74  | Cergy-Pontoise   | 23-6-2018 |             |
| 2017     | 11"95  | Draveil          | 15-6-2017 |             |
| 2016     | 12"19  | Saint-Égrève     | 25-6-2016 |             |
| 2015     | 12"44  | Addis Abeba      | 6-3-2015  |             |
| 2014     | 12"42  | Abidjan          | 26-4-2014 |             |

### 200 metri piani
| Stagione | Misura | Luogo               | Data      | Rank. Mond. |
| -------- | ------ | ------------------- | --------- | ----------- |
| 2023     | 22"53  | Kinshasa            | 4-8-2023  |             |
| 2022     | 23"27  | Le Plessis-Robinson | 22-5-2022 |             |
| 2021     | 23"77  | Cergy-Pontoise      | 30-5-2021 |             |
| 2019     | 24"56  | Montreuil           | 16-6-2019 |             |
| 2018     | 24"19  | Cergy-Pontoise      | 24-6-2018 |             |
| 2016     | 25"44  | Valence             | 19-6-2016 |             |
| 2015     | 25"87  | Addis Abeba         | 7-3-2015  |             |
| 2014     | 25"89  | Abidjan             | 26-4-2014 |             |

### 60 metri piani indoor
| Stagione | Misura | Luogo        | Data      | Rank. Mond. |
| -------- | ------ | ------------ | --------- | ----------- |
| 2022/23  | 7"21   | Albuquerque  | 21-3-2023 |             |
| 2021/22  | 7"41   | Lione        | 12-2-2022 |             |
| 2020/21  | 7"37   | Val-de-Reuil | 7-2-2021  |             |
| 2019/20  | 7"37   | Saint-Brieuc | 9-2-2020  |             |
| 2018/19  | 7"53   | Eaubonne     | 2-2-2019  |             |
| 2017/18  | 7"71   | Parigi       | 7-2-2018  |             |
| 2016/17  | 7"78   | Eaubonne     | 21-1-2017 |             |

## Palmarès
| Anno | Manifestazione           | Sede         | Evento        | Risultato  | Prestazione | Note                                     |
| ---- | ------------------------ | ------------ | ------------- | ---------- | ----------- | ---------------------------------------- |
| 2014 | Olimpiadi giovanili      | Nanchino     | 100 m piani   | 14ª        | 12"55       |                                          |
| 2014 | Olimpiadi giovanili      | Nanchino     | 8x100 m misti | Batteria   | 1'44"55     |                                          |
| 2015 | Africani U20             | Addis Abeba  | 100 m piani   | 5ª         | 12"44       | [ 1 ]                                    |
| 2015 | Africani U20             | Addis Abeba  | 200 m piani   | Batteria   | 25"87       | [ 2 ]                                    |
| 2022 | Campionati africani      | Saint-Pierre | 100 m piani   | Semifinale | 11"53       |                                          |
| 2022 | Campionati africani      | Saint-Pierre | 200 m piani   | 4ª         | 23"62       | [ 3 ]                                    |
| 2022 | Mondiali                 | Eugene       | 200 m piani   | Batteria   | 23"32       |                                          |
| 2023 | Giochi della Francofonia | Kinshasa     | 100 m piani   | Oro        | 11"24       | [ 4 ] [ 5 ]                              |
| 2023 | Giochi della Francofonia | Kinshasa     | 200 m piani   | Argento    | 22"53       | [ 6 ]                                    |
| 2023 | Mondiali                 | Budapest     | 100 m piani   | Batteria   | 11"26       | [ 7 ]                                    |
| 2023 | Mondiali                 | Budapest     | 200 m piani   | Semifinale | dq          | [ 8 ] [ 9 ]                              |
| 2023 | Mondiali                 | Budapest     | 4x100m        | Finale     | dnf         | [ 10 ] [ 11 ]                            |
| 2024 | World Relays             | Nassau       | 4×100 m       | Batteria   | 42"83       |                                          |
| 2024 | Campionati africani      | Douala       | 100 m piani   | Bronzo     | 11"24       |                                          |
| 2024 | Campionati africani      | Douala       | 200 m piani   | Argento    | 22"99       |                                          |
| 2024 | Giochi olimpici          | Parigi       | 100 m piani   | Batteria   | 11"17       | =                                        |
| 2024 | Giochi olimpici          | Parigi       | 200 m piani   | Semifinale | 22"65       | Miglior prestazione personale stagionale |
| 2024 | Giochi olimpici          | Parigi       | 4×100 m       | Batteria   | dq          |                                          |
| 2025 | Mondiali indoor          | Nanchino     | 60 m piani    | Batteria   | 7"33        |                                          |
| 2025 | World Relays             | Guangzhou    | 4×100 m       | Batteria   | 44"85       |                                          |

## Altre competizioni internazionali
2022
- Bronzo ai Giochi della solidarietà islamica ( Konya), 100 metri piani - 11"13
- Bronzo ai Giochi della solidarietà islamica ( Konya), 200 m piani - 23"12